# ちび☆デビ!
『ちび☆デビ!』は、篠塚ひろむによる日本の漫画作品。小学館の漫画雑誌・『ちゃお』にて2008年6月号から2014年12月号まで連載された。

## ストーリー
沢田ほのかは、引っ込み思案で泣き虫な、中学生の女の子。家族も友達もおらず、いつも一人で寂しい日々を過ごしていた。ある朝、目が覚めると、まおちゃんという悪魔の赤ちゃんがベッドで眠っていた。孤独だったほのかの生活は一変し、にぎやかに。まおちゃんの面倒を見ることになった、ほのかの奮闘振りを描く。

## 登場人物
「声」はアニメ版における担当声優。

### 悪魔の赤ちゃん
通称「ちびデビ」。
人間の赤ちゃんに似ているが、頭には黒いコウモリのような羽とお尻には鋭く尖った尻尾が生えている。ストレスを感じると発熱を出してしまうが、治す方法は魔法を使わせてストレスを発散させること。頭の羽は犬の尻尾のような物であり、引っ張られると痛みを感じる。また、それが限界まで大きくなるとそれが抜けてまた新しい羽に生え変わる。体を病気から守るバリア（作中用語を参照）を持つ。子供らしさをがまんしすぎると「悪魔の赤ちゃんがえり」をする（作中用語を参照）。ちなみに、悪魔の赤ちゃんのおねしょはうつる。悪魔の赤ちゃんを拾った人間は責任を持って育てるという習わしがある。

#### 主なちびデビ
まおちゃん
声 - 下屋則子
悪魔側の主人公。ある日突然ほのかのところにやってきた悪魔の赤ちゃんの男の子。
髪の色はピンク色。ベビー服の色は水色。「あい」（はい）と返事をするのが口癖。泣き虫。一人称は「まおちゃん」。怪獣の着ぐるみを着ることで、火を吐く事が出来る。
好きな食べ物はホットケーキ（ほちょけーき）。嫌いな食べ物はきゅうりだったが、世の中にはきゅうりよりずっと危険な食べ物があると知ってからは食べられるようになったが、その匂いはいまだに苦手である。おばけも苦手だったが、これも克服している。
台詞の語尾に「〜の」「〜なの」とつけて話す。ほのかのことは「まんま」、真のことは「ぱぁぱ」と呼ぶ。
アニメで独りで立った後の私服は山吹色を基調とした胸ポケット付のTシャツとパステルグリーンの長ズボンを着用し、水色の靴を履くのを基本としている。また、アニメ第46話以降は薄い灰色を基調としたセーラー服と淡い青色の長ズボンを着用し、臙脂色の靴を履くのを基本とする。
アニメでは唯一全話に登場。
かりんちゃん
声 - 広橋涼
まおちゃんとちびデビ保育園で一緒になった、悪魔の赤ちゃんの女の子。
髪の色は茶色で前髪は赤いリボンで縛っている。ベビー服の色は檸檬色。「ダ」と「ナス」と樹が面白がって教えた言葉「ボケナス」、「おたんこナス」が口癖。わがままで乱暴。一人称は「かりん」。ペンギンの着ぐるみを着ることで、吹雪を出すことができる。片づけが大の苦手である。好きな食べ物は肉料理（ウインナー、肉団子、カレー等）とナス。
まおちゃん、ライちゃん以外ならだれでも呼び捨てにするが、伊藤先生には「伊藤先生」とちゃんと呼ぶ。
一時期、女の子の遊びをしたいが女の子が自分だけの為出来ず、男の子の遊びをするまおちゃんとライちゃんにイライラして暴れる事があったが、ほのかのアドバイスを受けた夏季が、かりんちゃんの気持ちを読み取って慰められ、それ以降暴れることはなくなった。園長先生曰く、「女の子なのに、一番男の子らしい」。
アニメで独りで立った後の私服はオレンジ色を基調としたワンピースを着用し、赤い靴を履くのを基本としている。また、アニメ第46話以降はピンク色の半そでシャツと2つの赤いお花のアップリケのついたレモン色のエプロンワンピースと灰色のスパッツを着用し、赤い靴を履くのを基本とする。
ライちゃん
声 - 高橋美佳子
まおちゃんとちびデビ保育園で一緒になった、悪魔の赤ちゃんの男の子。
髪の色は黄色（つまり金髪）で瞳の色は水色というまるで外国人のような外見をしている。ベビー服の色は黄緑。「フー」が口癖。雷様のコスプレをすることで、雷を出すことが出来る。素直でマイペースで奔放的。好きな食べ物はメロンソーダとたくあんで、特にたくあんはまるごと1本食べてしまうとの事。
普段はいい子だが、実はいたずらっ子で腹黒い一面もあり、「ふぉっふぉっふぉっ」と不気味な笑い方と笑みを浮かべることもある。しおりが見ていたお笑い番組の影響で「なんでやねん」と大阪弁を話すようになった。しおりのことは「おかん」と呼ぶ。車のおもちゃ（ブーブ）が大好きである。まおちゃんのパパ役の真と同じく注射が苦手であり、初めて刺された時に泣いてしまい、それ以降は真と同様に注射嫌いになっている。
基本的に一人称は「ライちゃん」だが、アニメ版の第35話では、まだ名付ける前のペペに自己紹介をした際に「僕」と言ったことがある。
アニメで独りで立った後の私服は明るい紫色を基調した襟付のシャツと藤色の長ズボンを着用し、赤に近い茶色の靴を履くのを基本としている。また、アニメ第46話以降は緑色の長袖シャツと黄色い星マークのアップリケのついたベージュ色のオーバーオールを着用し、薄茶色の靴を履くのを基本とする。

#### まおちゃん達の知り合いのちびデビ
ちよちゃん
声 - 川瀬晶子
隣のちびデビ保育園に通う悪魔の赤ちゃんの女の子。
髪の色は水色。まおちゃん達と同い年で、ませた性格。一人称は「ちよ」。まおちゃんやライちゃんに色目を使ったことがあり、ほのかと対立したことも。
日焼けを気にしているため、外に出ることが苦手であったが、まおちゃん達のおかげで外が好きになった。タヌキの着ぐるみを着ると、魔法を使うことができる。
リュウちゃん
声 - 藤村歩
ちよちゃんの弟で悪魔の赤ちゃんの男の子。
髪の色は黒。ベビー服の色は紫。おしゃぶりをくわえており、まだ言葉を話すことはできない。かりんちゃんに憧れている様子。キツネの着ぐるみを着ると、魔法を使うことができる。

#### 小説のみに登場するちびデビ
アンちゃん
小学館ジュニア文庫刊の『ちび☆デビ!〜天界からの使者とチョコル島の謎×2!〜』のみに登場する悪魔の赤ちゃんの男の子。
髪の色は黄土色。語尾に「〜でしゅ」とつけて話す。決めゼリフは「アンちゃんでしゅ〜」。
まおちゃんの通う「ちびデビ保育園」にやってきてすぐに仲良くなったが、彼には秘密があって、次第に保育園ではおかしなことが起こり始める。

### 悪魔の赤ちゃんの関係者

#### 沢田家
沢田ほのか（さわだ ほのか）
声 - 井口裕香
人間側の主人公。
中学3年生の人間の女の子（連載開始時は中学2年生）。血液型はA型。
両親は幼い頃に事故で亡くなり、親戚のおばさんに引き取られた。京以外の友達がいない。かなり気が弱く、泣き虫で、クラスではいじめられている。ある日突然やってきたまおちゃんのママ役をやることになった。
裁縫が得意で、まおちゃんの怪獣の着ぐるみも彼女の手作り。ライちゃんの着ぐるみも作った事がある。本作は彼女の視点で描かれている。
真のことは最初は苦手だったが、徐々に彼のことが好きになり、原作の最終話で両想いになる。
ピーマンが苦手。
アニメ版で、私服はピンクを基調とした服と淡い青色のズボンを着用してパンプスを素足履きしている。
杉崎真（すぎさき しん）
声 - 吉野裕行
京の友達でクラスメートの人間の男の子。声が大きい熱血キャラ。高校2年生。
まおちゃんのパパ役としてほのかの家に同居する。
両親は放任主義のため家事が得意。注射が苦手。
アニメ版での私服は、黄色の半袖パーカーの下に青のボーダーTシャツを着用している。

#### 高山家
高山夏季（たかやま なつき）
声 - 山口理恵
かりんちゃんのママ役の人間の女の子。高校2年生。7月7日生まれのO型。ちょっぴりミーハー。
かりんちゃんが大好きで、甘やかしてしまうことが多い。
アニメ版の私服は、紫色のTシャツにデニムのミニスカートを着用していて足元は白い靴下にハイヒールを履いている。
高山樹（たかやま いつき）
声 - 松岡禎丞
夏季の弟で、かりんちゃんのパパ役の人間の男の子。ほのかとは同じ中学校で同じ学年。
竹を割ったようなさっぱりとした性格で、口が悪いが明るい性格。よくかりんちゃんと喧嘩になる（主に食事のことで）が、かりんちゃんにおかしなことを教えてもいる。
アニメ版での私服は、白の半袖シャツに赤のTシャツを着用している。

#### 中川家
中川しおり（なかがわ しおり）
声 - 西明日香
ライちゃんのママ役の人間の女の子。中学1年生。3月5日生まれのAB型。
ほとんどライちゃん以外に心を開かない。ずけずけと物を言う性格だが、素直で少し奔放。
ライちゃんのマイペースな性格が一匹狼の自分に似ていることを悲観して、一度はママ役を辞めてしまうが、ほのかの説得で復帰、以来ほのかになつく。
アニメ版の普段着は、明るい青緑色のギンガムチェック柄のカットソーとサブリナパンツを着ていて靴を素足で履いている。
テレビアニメ版の第64話で、執事にライちゃんのお世話を手伝ってもらっている事が判明している。
執事
声 - 山野井仁
ライちゃんのパパ役。アニメ版では第64話に登場。

#### ちびデビ保育園
園長先生
声 - 保志総一朗
ちびデビ保育園の園長先生。
付けヒゲに丸メガネと外見が怪しく、少し子供っぽい。かりんちゃんの吹雪とライちゃんの雷攻撃の1番の被害者。悪魔の赤ちゃんがいろいろな着ぐるみを着ることで少しずつ魔法を覚えていくことなど、悪魔の赤ちゃんについていろいろなことを知っている。メガネを外した素顔は目に魔力の光が集まっているため、まぶしくてほとんど見えない。同じ悪魔界の関係者である京と異なり、素性は最後まで明かされなかった。
伊藤先生（いとう）
声 - 藤村歩
1988年9月3日生まれ。ちびデビ保育園の保育士の人間の女性。
子供っぽい園長先生の言動に少々呆れ気味で、園長先生を「バカ園長」呼ばわりしている。怒らせると非常に怖く、園児たちも「怒らせるとまずい」と注意するようになった。
ペペ
声 - 藤村歩
ある日突然、ちびデビ保育園にやって来た悪魔の世界の動物。性別はオス。
名付け親はまおちゃんで、尻尾を地面に上下に「ペッペッ」と叩き付ける音から。ちなみに本名はトラキチらしい。
大きな耳とリスのような長く太い尻尾が特徴で、犬のような外見であるが、2本の足で立って歩ける。大変ないたずら好きで、まおちゃんが一番の被害者。「キィー」としか話せないが、人間の言葉は完全に理解しており、悪魔たちとは会話もできる。
まおちゃんと反対にきゅうりが大好きである。「ハナコ」という彼女がいる。

#### その他の悪魔の赤ちゃんの関係者
遠野京（とおの きょう）
声 - 坂東孝一
ほのかの幼馴染の男の子。アニメオタクで、まおちゃんの世話には全く関わらず、連載序盤にしか登場していない。ちびデビ保育園の園長先生と知り合いでどこか謎のある人物。
その正体は人間界に来る悪魔の赤ちゃんのママ役とパパ役を探し、仲介する悪魔。原作の最終話でほのかに真に告白することを促し、また次の悪魔の赤ちゃんの両親役を探しに行った。

### 悪魔界の人々
まおちゃんの両親
まおちゃんの実の両親。ほのかがまおちゃんを育てるきっかけを作った張本人たち。
紙しばいお兄さん
声 - 井口祐一
原作では第36話、アニメ版では第48話で登場。まおちゃん達やペペと同様に悪魔界から来た大人の男性。
悪魔界で大人気のお兄さんで、いろんな保育園を回りながら子供たちに紙芝居を読み聞かせている。子供の困った顔が大好きでまおちゃん達に意地悪をするが、動物が大の苦手でペペを見ると紙芝居の後に退散した。
悪魔の美容師さん
アニメ版では第52話に登場。樹がかりんちゃんの髪を切りすぎたことを知った夏季が、園長に相談をして人間界に来た、まおちゃん達やペペに紙芝居お兄さんと同様に悪魔界から来た大人の男性。
おばけのおねえさん
声 - 伊瀬茉莉也
アニメ版では第57話と第58話・第65話・第74話と第75話に登場した、ペペ家のトイレに住んでいる幽霊の悪魔の少女。本名は不明。
少しの間しか出現できない。おばけ嫌いを克服した後のまおちゃんに好かれており、かりんちゃんに嫌われている。
ミツル先生
声 - 浜添伸也
アニメ版では第63話に登場。用事があっていない伊藤先生の代わりに、悪魔界から来た大人の男性。
子供が苦手だったが、次第にまおちゃんたちと遊べるようになった。かりんちゃんのことを気に入った様子。
アニメ版では頭に角が生えていたが、原作では角が生えていない。
木村（きむら）
声 - 中原麻衣
悪魔の歯医者さんで、アニメ版では第71話に登場した。
まおちゃんのむし歯を治すために悪魔界から来た大人の女性。とても明るく、心優しい性格。

### 原作のみに登場する人物
あや、令
原作の序盤で突然空から現れ、まおちゃんを誘拐しようとした謎の2人組（高飛車で変な笑い方をするツインテールの少女があや、落ち着いた雰囲気であやの笑い方を変だと指摘する少年が令）。
序盤以外には登場していなかったが、原作78話で2人はかつて悪魔の赤ちゃんを育てていたパパ役、ママ役だったことが判明。育てていた赤ちゃんが魔界に帰ったことで赤ちゃんロスになり、また育てようと悪魔の赤ちゃんをさらうことを計画した。ママ役期間修了のほのかに赤ちゃんさらいに勧誘するが、やんわり断られる。その際に、ほのかが以前と雰囲気が変わっていたことに驚いていた。
ハル、ゆい
ちよちゃんとリュウくんのパパ役（ハル）とママ役（ゆい）。
この2人が普段から愛し合っていることが、ちよちゃん（およびリュウくん）の恋心に関係している。

### アニメのみに登場する人物
内田りな（うちだ りな）
声 - 下屋則子
作者の前作『恋するプリン!』の主人公の女の子。本作のアニメ版の第38話で登場。
本作の登場キャラクターでは珍しくピアスを付けている。かりんちゃんに「おばちゃん（2回）」、ライちゃんに「別嬪（べっぴん）さんやで」と言われていた。
赤ずきんちゃん
アニメ版の第67話に登場。「お話トンネル」と言う道具を使って、お話の中に入ってきたまおちゃんと出会い、友達になった。
もっちー
声 - 伊東みやこ
アニメ版の第70話に登場した、体が餅でできた生き物。園長先生が悪魔界でレンタルした、杵と臼で餅をついたときに誕生した。まおちゃんたちと遊んだ後、悪魔界に旅に出た。

### 小説のみに登場する人物
滝沢マドカ（たきざわ マドカ）
ほのかと同じクラスに転入してきた美少女。

### その他の人物
理香子おばさん（りかこ）
ほのかを引き取った親戚のおばさん。
仕事が忙しく家にほとんど帰らないが、本人は明るくてにぎやかな雰囲気の女性で、まおちゃんと真のことも認めている。
鈴木さん（すずき）・佐藤さん（さとう）
声 - 高橋美佳子（鈴木さん）・広橋涼（佐藤さん）
ほのかをいじめる同級生の女の子たち。
原作では鈴木さんの名前しか出ていないうえ、彼女たち自身も連載序盤以外では登場していない。
北島（きたじま）・内村（うちむら）
アニメ版では第68話に登場。真の友達の男の子たち。
北島は成績優秀で、冷静沈着。内村は穏やかな性格だが、オカルトマニアな一面を持つ。
女子高生
声 - ひと美
アニメ版では第38話に登場。まおちゃんたちがおつかいの途中で声をかけた。
虫歯菌
まおちゃんの口の中に住む菌。消毒シールを2回はられ小さくなるが、口の中に戻った。

## 作中用語
着ぐるみ
悪魔の赤ちゃんが着る物。
一部を除く着ぐるみは頭の羽や尻尾を隠すのにも着ることもあり、関係者以外の者を誤魔化すこともできる。
ちびデビ保育園
悪魔用の保育園。アニメ公式サイトでは幼稚園と扱われることもある。
バリア
人間界の病気から悪魔の赤ちゃんを守るバリア。
生まれてすぐは持っているが、しばらくたつとそれが薄くなってしまう。そんな時は予防接種をうける必要がある。
悪魔用の注射
悪魔の子がこの注射を打つことでその子の体を守るバリアが濃くなる注射器。
ちなみに人間が打ってもどうにもならずただ痛いだけ。
悪魔の赤ちゃんがえり
悪魔の子が子供らしさをがまんしすぎると、抑えていた子供らしさが爆発し、赤ちゃんに戻ってしまうが、しばらくたつと元の成長した姿に戻る。
また、成長した姿の状態で初対面した者との記憶も忘れる。

## ノベライズ

### 小学館ジュニア文庫刊
- ちび☆デビ!〜天界からの使者とチョコル島の謎×2!〜（著：蜜家ビィ、2012年7月11日発売）
- ちび☆デビ!〜まおちゃんと夢と魔法とウサギの国〜（著：蜜家ビィ、2013年2月20日発売）
- ちび☆デビ!〜スーパーまおちゃんとひみつの赤い実〜（著：蜜家ビィ、2013年12月11日発売）
- ちび☆デビ!〜まおちゃんとちびザウルスと氷の王国〜（著：福田裕子、2014年9月10日発売）

### ちゃおノベルズ刊
- ちび☆デビ!〜まおちゃんとミラクルクイズ・あど&べん&ちゃー〜（著：蜜家ビィ、2013年6月27日発売）

## テレビアニメ
1話約5分の短編アニメ。NHK Eテレ『大!天才てれびくん』内で毎週月曜日に2011年10月10日から2014年2月17日まで放送されていた。DVDはコミックス第7巻特装版に収録されたほか、ちゃお本誌および公式サイト『ちゃおランド』で期間限定で通信販売を行い、第1巻が2012年12月号、第2巻が2013年8月号、第3巻が2014年1月号、第4巻が2014年5月号で実施し、最終巻にあたる第5巻が2014年8月号で実施された。
2012年5月28日の放送では、アニメに登場する着ぐるみのデザイン募集告知が行われ、その後、『大!天才てれびくん』の番組内で度々告知が行われていたが、同年の12月3日放送分の第39話で優秀な着ぐるみが採用されアニメに登場した。
2011年11月28日放送分の第7話ではちゃおガール2人が本人役でそれぞれゲスト声優で出演した。
2012年9月10日放送分の第29話では当時のてれび戦士の長谷川ニイナと竹原司が本人役でそれぞれゲスト声優で出演した。
2012年9月24日放送分の第30話では『ちゃお』で行われたゲスト声優の募集に当選した読者2人がそれぞれ本人役でゲスト声優で出演した。
番組リニューアルに伴い、原作の連載期間中に放送が打ち切られた。

### スタッフ
- 原作 - 篠塚ひろむ（小学館「ちゃお」連載）
- 企画 - 沢辺伸政、中沢利洋
- 原案協力 - 丸澤滋、井上拓生、吉村瑠以
- 監督・演出 - 神谷マキ
- シリーズ構成・脚本 - 土屋理敬
- キャラクターデザイン - 萩原しょう子
- 美術監督 - 梅津利子
- 色彩設計 - 斉藤恵
- 撮影監督 - 菅原徹
- 編集 - 小峰博美
- 編集スタジオ - IMAGICA
- 音響監督 - 藤田亜紀子
- サウンド・ミキサー - 廣岡信貴
- サウンド・エディター - なしもとりょうこ
- 効果 - 野崎裕樹
- 音響プロデューサー - 西名武
- 音響制作担当 - 小野勝弘
- 録音スタジオ・音響制作 - HALF H・P STUDIO
- 音楽プロデューサー - 田中統英
- 音楽 - 中川幸太郎
- アニメーション制作 - SynergySP
- アニメーション制作協力 - ぴえろプラス
- アニメーションプロデューサー - 阿部勇
- アシスタントプロデューサー - 井上春菜
- プロデューサー - 鈴木健幸、齋藤雅弘
- 製作 - 小学館、小学館集英社プロダクション

### テーマ曲
『ちゃお』の付録DVDでは別の音楽に差し替えられている（理由は不明）。
「ちび☆デビ! あいっ!」
作曲 - 中川幸太郎
歌 - まおちゃん（下屋則子）

### 各話リスト
| 話数   | サブタイトル               | 放送日          | 備考             |
| ------ | -------------------------- | --------------- | ---------------- |
| 第1話  | 赤ちゃんは突然に           | 2011年 10月10日 |                  |
| 第2話  | 火を吹く赤ちゃん           | 10月17日        |                  |
| 第3話  | まおちゃんを探せ!          | 10月24日        | アニメオリジナル |
| 第4話  | まおちゃんの秘密           | 10月31日        |                  |
| 第5話  | 初めての保育園             | 11月14日        |                  |
| 第6話  | カチカチ!? バリバリ!?      | 11月21日        |                  |
| 第7話  | パパとママがケンカ!?       | 11月28日        |                  |
| 第8話  | まおちゃん、ピンチ!?       | 12月5日         |                  |
| 第9話  | 仲良し大作戦!              | 12月12日        |                  |
| 第10話 | 楽しいおゆうぎ会?          | 2012年 1月9日   |                  |
| 第11話 | みんなのおゆうぎ会?        | 1月16日         |                  |
| 第12話 | 嵐のおゆうぎ会!            | 1月23日         |                  |
| 第13話 | 初めてのお泊り             | 2月6日          |                  |
| 第14話 | ちびデビ探検隊             | 2月13日         |                  |
| 第15話 | さよならまおちゃん         | 2月20日         |                  |
| 第16話 | まおちゃんの保育日記       | 4月2日          |                  |
| 第17話 | 初めての気持ち             | 4月9日          |                  |
| 第18話 | まおちゃん大暴れ!?         | 4月16日         |                  |
| 第19話 | まおちゃんはどこに!?       | 4月23日         |                  |
| 第20話 | ライちゃんのママ           | 5月7日          |                  |
| 第21話 | しおりちゃんの本心         | 5月14日         |                  |
| 第22話 | 真さんとの出会い           | 5月21日         |                  |
| 第23話 | ドキドキ公園デビュー       | 5月28日         |                  |
| 第24話 | 立て、まおちゃん!          | 6月11日         |                  |
| 第25話 | ちびデビ運動会             | 6月18日         |                  |
| 第26話 | カゼにご用心               | 6月25日         |                  |
| 第27話 | 告白大作戦!                | 7月2日          |                  |
| 第28話 | 注射はこわい?              | 7月9日          |                  |
| 第29話 | おしゃべりまおちゃん       | 9月10日         |                  |
| 第30話 | まんまとぱぁぱ             | 9月24日         |                  |
| 第31話 | イライラかりんちゃん       | 10月8日         |                  |
| 第32話 | ライちゃんのひみつ         | 10月15日        |                  |
| 第33話 | ママへのプレゼント         | 10月22日        |                  |
| 第34話 | まおちゃんのマイブーム     | 10月29日        |                  |
| 第35話 | なぞのいきもの             | 11月5日         |                  |
| 第36話 | おうちをつくろう           | 11月12日        |                  |
| 第37話 | スキ? キライ?              | 11月19日        |                  |
| 第38話 | スーパーへ行こう           | 11月26日        |                  |
| 第39話 | きぐるみいっぱい           | 12月3日         | アニメオリジナル |
| 第40話 | おてつだい大好き!          | 2013年 1月7日   |                  |
| 第41話 | かりんちゃんのハネ         | 1月14日         |                  |
| 第42話 | ライちゃんの自動車         | 1月21日         |                  |
| 第43話 | 悪魔のおまつり?            | 1月28日         |                  |
| 第44話 | 夢のえほん                 | 2月11日         |                  |
| 第45話 | 夢の大冒険                 | 2月18日         |                  |
| 第46話 | ちゅうして、まおちゃん     | 4月8日          |                  |
| 第47話 | おこりんぼかりんちゃん     | 4月15日         |                  |
| 第48話 | 紙しばいお兄さん           | 4月22日         |                  |
| 第49話 | 小さなお客さん             | 5月6日          |                  |
| 第50話 | つよがりまおちゃん         | 5月13日         |                  |
| 第51話 | 赤ちゃんがえり             | 5月20日         |                  |
| 第52話 | 悪魔の美容師さん           | 5月27日         |                  |
| 第53話 | 恋のライバル?              | 6月10日         |                  |
| 第54話 | まおちゃんのかさ           | 6月17日         |                  |
| 第55話 | 悪魔界へ行こう!            | 6月24日         |                  |
| 第56話 | ペペ家の秘密               | 7月1日          |                  |
| 第57話 | トイレのおねえさん         | 7月8日          |                  |
| 第58話 | かりんちゃんの戦い         | 9月2日          |                  |
| 第59話 | ライちゃんとおねしょ       | 9月9日          |                  |
| 第60話 | なにごっこ?                | 9月16日         |                  |
| 第61話 | 大きくなったら             | 9月23日         |                  |
| 第62話 | 山へ行こう!                | 10月7日         |                  |
| 第63話 | 新しい先生?                | 10月14日        |                  |
| 第64話 | しつじってなぁに?          | 10月21日        |                  |
| 第65話 | かりんちゃんの大挑戦       | 10月28日        |                  |
| 第66話 | ねんどで対戦!              | 11月12日        | アニメオリジナル |
| 第67話 | まおちゃんと赤ずきんちゃん | 11月18日        | アニメオリジナル |
| 第68話 | パパとおさんぽ             | 11月25日        |                  |
| 第69話 | まおちゃんのクリスマス     | 12月2日         |                  |
| 第70話 | おもちのもっちー           | 2014年 1月6日   | アニメオリジナル |
| 第71話 | むしばをやっつけろ         | 1月13日         |                  |
| 第72話 | みんなの朝                 | 1月20日         |                  |
| 第73話 | 園長先生のカゼ             | 1月27日         |                  |
| 第74話 | まおちゃん、宇宙へ!        | 2月10日         |                  |
| 第75話 | みんなでただいま!          | 2月17日         |                  |

## ゲーム
- 2012年9月27日にアルケミストよりニンテンドー3DSソフト『ちび☆デビ!』が発売。着ぐるみアクションアドベンチャー。
- 2013年7月25日には続編として『ちび☆デビ! 2 〜魔法のゆめえほん〜』が同ハードで発売で、新たにダウンロード版も同じ日に配信。前作と同じ着ぐるみアクションアドベンチャー。こちらは新たにニンテンドーネットワークに対応。